# Crépitant
Les crépitants ou râles crépitants sont les bruits issus de l'appareil respiratoire au temps inspiratoire et qui font penser aux bruits du sel dans le feu ou aux bruits de pas dans la neige, ils sont le signe de la présence de liquide dans les alvéoles pulmonaires.
C'est l'un des principaux signes de l'asbestose — amiantose en français canadien — (pneumopathie des ouvriers ayant inhalé de la poussière d'amiante en d'importante quantité durant de nombreuses années), mais ils peuvent être le signe de nombreuses autres maladies.

## Étiologie
Les râles crépitants sont dus principalement à une infection, ou à un œdème lui-même dû à une insuffisance cardiaque.